# Sedric Webber
Sedric Webber, né le 5 janvier 1977, à New York, dans l'État de New York, est un ancien joueur américain de basket-ball. Il évolue au poste d'ailier.

## Palmarès
- Joueur de l'année de l'Atlantic Sun Conference
- Joueur de l'année de la Southern Conference
- All-NBDL Second Team 2002, 2003